# Escudo de Córdoba (Colombia)
El Escudo de Córdoba es el principal emblema y uno de los símbolos oficiales del departamento colombiano de Córdoba. Fue diseñado por Abel Botero Arango y aprobado el 12 de diciembre de 1951 por los comisionados de la Junta central Pro Departamento de Córdoba.

## Blasonado
Escudo de forma española, orlado por la bandera de Colombia y dividido en dos campos: en el superior se encuentra la figura del general José María Córdova, y en el campo inferior aparece un jaguar, todas las figuras en sus colores naturales. Sobre la bordura el lema “OMNIA PER IPSUM FACTA SUNT” (Todas las cosas por él, fueron hechas)

## Diseño y significado de los elementos
El escudo tiene una forma heráldica española tradicional, recto arriba y redondeado en su parte inferior. Lo rodea una bordura con los colores de la bandera de Colombia, sobre la cual se encuentra el lema "Omnia Per Ipsum Facta Sunt", que significa "Todas las cosas fueron hechas por sí mismas" y "Todo lo que somos es producto de nosotros mismos". Esta frase resalta la fecundidad de las tierras cordobesas.
Consta de dos campos, ambos de color plata. En el superior se encuentra la figura del General José María Córdova, en cuyo honor tomó el nombre el departamento. En el inferior aparece un jaguar, símbolo religioso de la cultura zenú, que pobló el territorio cordobés y habitó en las sabanas y los valles de los ríos Sinú y San Jorge.

## Versiones erróneas
Existen algunas versiones, usadas por diversas organizaciones tanto gubernamentales como privadas, que contienen algunas falencias, tales como cambios en el lema de la bordura, la falta de colores en esta última, la posición del general José María Córdova y el jaguar, y los colores de los campos.Por ejemplo, el jaguar en el escudo de armas. En algunas representaciones está acostada, en otras está sobre una rama, e incluso puede estar representada por un jaguar real.